# Oligodon unicolor
Oligodon unicolor là một loài rắn trong họ Rắn nước. Loài này được Kopstein mô tả khoa học đầu tiên năm 1926.